# Daphni Leef
Daphni Naomi Leef, en hebreo: דפני ליף, (Jerusalén, 7 de enero de 1986) es una activista social, video artista y editora israelí. En julio de 2011, fue una de las organizadoras de un campamento en el centro de Tel Aviv, que acabó desembocando en las protestas sociales que tuvieron lugar en Israel en ese año. 

## Biografía
Hija del compositor israelí Inam Leef y bisnieta del ingeniero israelí Zalman Leef, Daphni se crio en el barrio de Rehaviah de Jerusalén y estudió secundaria en la Escuela Hebrea Rehaviah. En 2002, a los 16 años, se mudó con su familia a Kfar Shmaryahu, un consejo local dentro del Distrito de Tel Aviv que ocupa un lugar muy destacado en la escala socioeconómica israelí. Durante su periodo en la escuela secundaria, se especializó en estudios de cine en un instituto en Ramat Hasharon. 
En septiembre de 2002, Leef firmó una carta pública junto a docenas de otros jóvenes previamente a su servicio militar donde declaraban su negativa a servir en el "ejército de ocupación". Aunque finalmente no sirvió en las Fuerzas de Defensa de Israel, en una entrevista de agosto de 2011 explicó no haberlo hecho por razones médicas. 
En 2005, después de terminar la escuela secundaria, se mudó a Tel Aviv y comenzó a estudiar en el departamento de cine de la Universidad de Tel Aviv y se graduó en 2008. Leef se convirtió en editora profesional de vídeo y, en estos años, ha creado numerosos cortometrajes, vídeos musicales para cantantes israelíes (como Eran Tzur, Michal Amdursky y Noam Nevo) y películas para varias ONGs políticas, incluido un breve trabajo para la asociación Israel libre (ישראל חופשית), que promueve el matrimonio civil en Israel.

### Protestas de 2011
Durante junio de 2011, Leef recibió un aviso de desalojo del apartamento que había alquilado en Tel Aviv durante los tres años anteriores. Después de varias semanas buscando en vano un nuevo apartamento al alcance de su salario como editora de películas, descubrió que los precios de alquiler en toda el área metropolitana de Tel Aviv se habían duplicado en los últimos cinco años.
A modo de protesta, decidió abrir una página de Facebook y pedir a la gente que la ayudara a organizar una protesta. Diez personas, entre ellas Stav Shaffir (que más tarde se convertiría en Miembro del Knéset), Regev Contes (cineasta) y otros activistas, respondieron y asistieron a una reunión de preparación, en la que decidieron armar tiendas de campaña en Tel Aviv, alegando que los jóvenes en Israel no tienen medios para pagar el alquiler. Dos semanas después, el 14 de julio, instalaron cinco tiendas de campaña en el bulevar Rothschild en Tel-Aviv, mientras la policía les advertía en contra de acampar en espacios públicos sin permiso. Poco después, las protestas cobraron impulso a medida que miles de personas se unieron a las protestas, levantando carpas en las calles centrales de las ciudades de todo Israel, lo que desencadenó las protestas por la vivienda de Israel de 2011. El 29 de agosto, en el contexto de las calumnias sobre los antecedentes y sus intenciones, Leef puso fin abruptamente a una entrevista donde se le preguntó por el servicio militar obligatorio o la prestación social sustitutoria, así como por su educación acomodada o si había dormido o no en la zona de tiendas de campaña de Tel Aviv. Ella reveló que recibió una exención del ejército por tener epilepsia, pero que se había ofrecido voluntariamente en un refugio para niños, y que no había dormido en las tiendas de Rothschild Boulevard la semana anterior. 

### Protestas de 2012

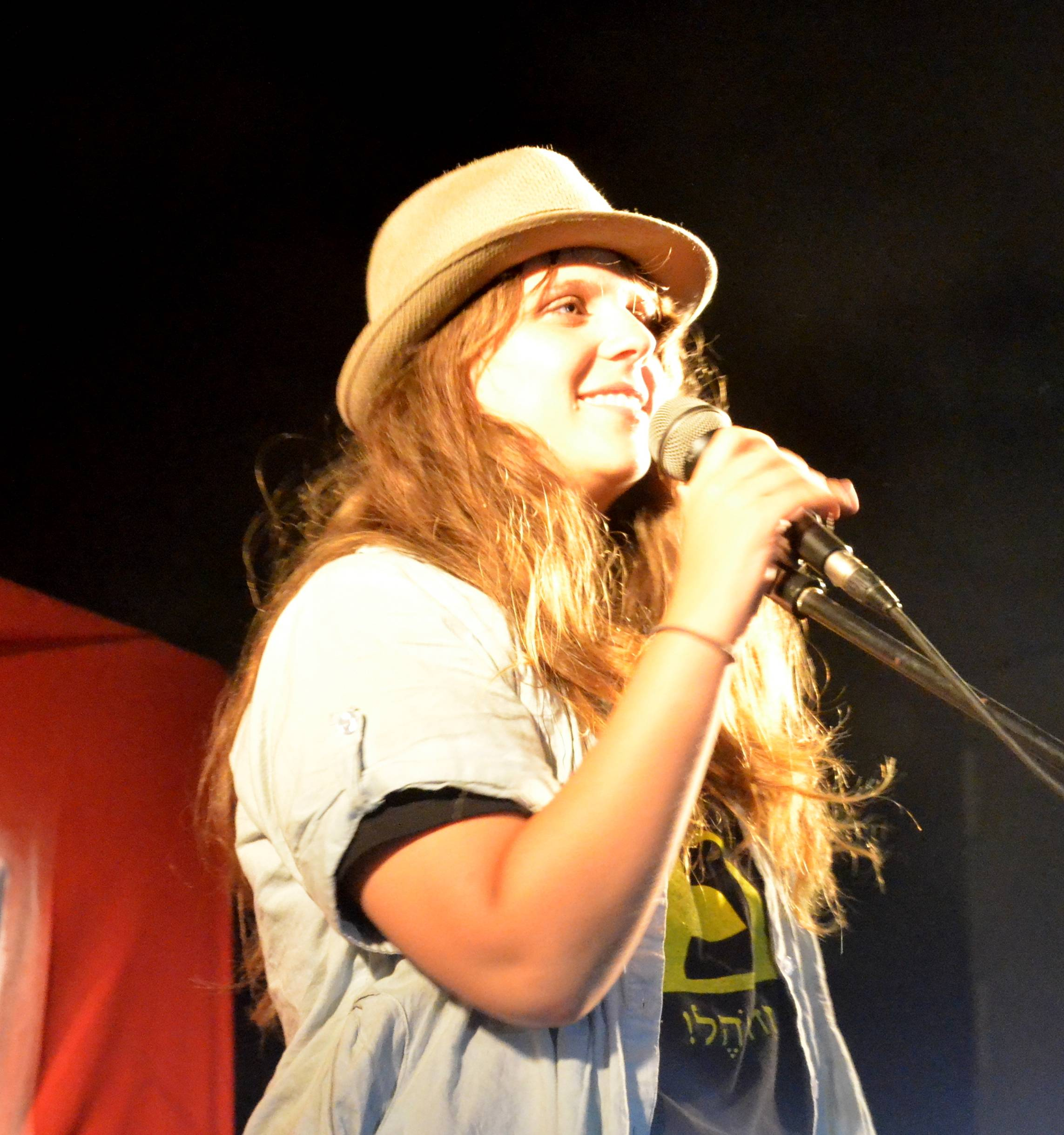
Dafne Leef en un mitin en 2011

El 22 de junio de 2012, Leef y otros muchos activistas intentaron reiniciar las protestas de vivienda volviendo a construir un campamento de tiendas en el bulevar Rothschild en Tel-Aviv. El municipio no había concedido un permiso y, como resultado, Leef, junto con otros once activistas, fueron arrestados cuando se resistieron a los 20 policías e inspectores municipales que llegaron para desmantelar las carpas. Las carpas de los manifestantes también fueron confiscadas por las fuerzas policiales.

## Controversia
Mientras continuaban las protestas por la vivienda, crecieron las críticas personales hacia Leef y sus opiniones políticas. Los detractores acusaron a los medios de comunicación de izquierda israelíes y a las organizaciones políticas de explotar las manifestaciones y la angustia económica del pueblo israelí con fines políticos, con la intención de derrocar al gobierno conservador de Netanyahu.
El 15 de julio de 2011, los manifestantes expulsaron a Miri Regev, miembro de la Knesset de Likud, del campamento. Regev respondió diciendo que Leef "representa a la extrema izquierda". Leef negó esta acusación, alegando que su protesta era ante todo una lucha social. El 20 de julio de 2011, la ONG Im Tirtzu anunció que ya no participaría en las protestas de vivienda porque el Fondo del Nuevo Israel y otros grupos antisionistas de izquierda estaban directamente involucrados. Im Tirtzu dijo: "Daphni Leef, que es percibida por los medios como la iniciador de esta protesta, es en realidad una editora de video para el Fondo del Nuevo Israel y para Shatil". Esto también fue publicado en Front Page Magazine.
En una conferencia de prensa celebrada el 26 de julio de 2011, Leef respondió: "¿Qué no se ha dicho sobre mí en los últimos días? Cuando vinimos aquí con nuestras tiendas hace unos diez días, algunos nos llamaron niños mimados de Tel Aviv, otros nos acusaron de izquierdistas, pero cuando más ciudades de todo el país y más personas de todo el espectro político en Israel se unieron a la protestas, la gente comprendió que representamos a todas las personas ".
En una entrevista con la red de radio israelí Galei Tzahal, el 3 de agosto de 2011, Leef se refirió al grupo de "representación de tiendas", que pretendía sustituir democráticamente a los líderes de la protesta por la vivienda: "Me duele, se han dicho cosas sobre mi carácter, espero que se resuelva". 
El 3 de noviembre de 2011, Yedioth Ahronoth informó que Leef y su socio Stav Shaffir decidieron establecer oficialmente un fondo para que pudieran recaudar fondos para pagar los esfuerzos continuados.

## En la cultura popular
- En octubre de 2011, la Orquesta Filarmónica de Israel estrenó "Fanfarria por Israel", de Matti Kovler, inspirada en Daphni Leef, y citando la canción "Yesh Li Sikui" de Eviatar Banai. La actuación tuvo lugar en el concierto de gala de clausura de la Celebración Musical Israelí en el Henry Crown Symphony Hall, en el Teatro de Jerusalén, con el padre de Leef, el compositor Yinam Leef, en la audiencia.
- En 2011, el poeta israelí Apollo Braun grabó la canción "Inspirado por Daphni Leef". La canción aparece en su disco de palabra hablada "El poeta obsesivo".[21]
- En mayo de 2012, la banda de rock israelí The Giraffes lanzó la canción "Daphni Daphni" (דפני דפני), "como homenaje a la persona que encendió las protestas ".
- Portal:Israel. Contenido relacionado con Biografía.